# Brennan Brown
Brennan Brown (* 23. November 1968 in Tulsa, Oklahoma) ist ein US-amerikanischer Schauspieler. Bekanntheit erlangte er vor allem durch die Rolle des Robert Childan aus der Serie The Man in the High Castle.

## Leben und Karriere
Brennan Brown stammt aus Tulsa, in Oklahoma. Bereits während seiner Schulzeit stand er beim Tulsa Community Theatre auf der Bühne. Nach dem Schulabschluss studierte Brown Theater an der Yale University, die er mit einem Master of Fine Arts abschloss. 1995 gab er in einem Kurzfilm sein Schauspieldebüt vor der Kamera. Fünf Jahre später war er in der Serie Law & Order: Special Victims Unit erstmals in einer Gastrolle im Fernsehen zu sehen. Bald folgten Rollen in Kidnapped – 13 Tage Hoffnung, John Adams – Freiheit für Amerika, Gossip Girl oder Damages – Im Netz der Macht.
2007 gab er in Das Mädchen im Park dann auch im Film sein Schauspieldebüt. Ein Auftritt in Turn the River folgte kurz darauf. Nach weiteren Gastauftritten war er zwischen 2012 und 2013 wiederkehrend als Special Agent Nicholas Donnelly in der Serie Person of Interest zu sehen. Darauf folgten Auftritte in Breaking Bad, Good Wife, Sleepy Hollow, The Blacklist, Elementary, Madam Secretary und Doubt. Zwischen 2014 und 2015 spielte Brown Nebenrollen in den Serien Beauty and the Beast und Mozart in the Jungle.
Ab 2015 erlangte er größere Bekanntheit durch die Rollen des Neurologen Dr. Sam Abrams in Chicago Med und als Richard Childan in der Dystopie-Serie The Man in the High Castle. In zweitgenannter Rolle wurde er nach der ersten Staffel von einem Nebendarsteller zu einem der Hauptdarsteller befördert. 2019 spielte er als Kryptoanalytiker Joseph Rochefort eine Nebenrolle in Roland Emmerichs Midway – Für die Freiheit.
Neben seiner Schauspieltätigkeit vor der Kamera und auf der Bühne leiht Brown auch gelegentlich Figuren aus Videospielen seine Stimme, etwa in Manhunt 2 und Red Dead Redemption.

## Filmografie (Auswahl)
- 1995: W.C. (Kurzfilm)
- 2000–2001: Law & Order: Special Victims Unit (Fernsehserie, 2 Episoden)
- 2001: Deadline (Fernsehserie, Episode 1x09)
- 2001: The Education of Max Bickford (Fernsehserie, Episode 1x08)
- 2001–2009: Law & Order (Fernsehserie, 3 Episoden)
- 2002: Monday Night Mayhem (Fernsehfilm)
- 2003, 2010: Criminal Intent – Verbrechen im Visier (Criminal Intent, Fernsehserie, 2 Episoden)
- 2006: Kidnapped – 13 Tage Hoffnung (Kidnapped, Fernsehserie, Episode 1x03)
- 2007: Das Mädchen im Park (The Girl in the Park)
- 2007: Turn the River
- 2008: John Adams – Freiheit für Amerika (John Adams, Miniserie, 2 Episoden)
- 2008: Gossip Girl (Fernsehserie, Episode 2x10)
- 2009: I Love You Phillip Morris
- 2009: Damages – Im Netz der Macht (Damages, Fernsehserie, Episode 2x05)
- 2009: Ugly Betty (Fernsehserie, 2 Episoden)
- 2010: Agatha Christie’s Marple (Fernsehserie, Episode 5x04)
- 2011: Detachment
- 2012: Armageddon, Inc. (Fernsehserie, Episode 1x04)
- 2012–2013: Person of Interest (Fernsehserie, 9 Episoden)
- 2013: Breaking Bad (Fernsehserie, Episode 5x15)
- 2013: Good Wife (The Good Wife, Fernsehserie, Episode 5x02)
- 2013: Occult (Fernsehfilm)
- 2013–2014: It Could Be Worse (Fernsehserie, 9 Episoden)
- 2014: Sleepy Hollow (Fernsehserie, Episode 1x12)
- 2014: The Blacklist (Fernsehserie, Episode 1x21)
- 2014: Elementary (Fernsehserie, Episode 3x01)
- 2014–2015: Beauty and the Beast (Fernsehserie, 8 Episoden)
- 2014–2015: Mozart in the Jungle (Fernsehserie, 8 Episoden)
- 2015: Focus
- 2015: Madam Secretary (Fernsehserie, Episode 1x18)
- 2015–2019: The Man in the High Castle (Fernsehserie, 34 Folgen)
- seit 2015: Chicago Med (Fernsehserie)
- 2017: Doubt (Fernsehserie, Episode 1x01)
- 2018: The Sinner (Fernsehserie, 3 Episoden)
- 2019: The Wolf Hour
- 2019: Bull (Fernsehserie, Episode 4x01)
- 2019: Midway – Für die Freiheit (Midway)
- 2022: Not Okay

## Privates
Brown ist seit 1998 mit der Schauspielerin Jenna Stern verheiratet. Sie sind Eltern eines Kindes.